# 黄鼠李
黄鼠李（学名：Rhamnus fulvotincta）为鼠李科鼠李属下的一个种。